# جاك س. مونتجومري
جاك س. مونتجومري (بالإنجليزية: Jack C. Montgomery)‏ هو عسكري أمريكي، ولد في 23 يوليو 1917 في لونغ في الولايات المتحدة، وتوفي في 11 يونيو 2002 في موسكوجي في الولايات المتحدة.